# Young, Wild & Free
«Young, Wild & Free» —en español: «Joven, salvaje y libre»— es una canción de los raperos Americanos Wiz Khalifa y Snoop Dogg, con la colaboración Del cantante Bruno Mars. Es el primer sencillo de la banda sonora de la película Mac & Devin Go to High School. Contiene el sample de la canción «Blue Lines» del dúo británico Massive Attack. Fue lanzada como descarga digital el 11 de octubre de 2011 en Estados Unidos. En su primera semana vendió 159.000 copias digitales, debutando en el 10º puesto del Billboard Hot 100 y en el 44.º del UK Singles Chart. En 2013, la canción fue nominada al Premio Grammy en la categoría «mejor canción de rap».

## Video musical
El video musical oficial fue grabado en febrero en Pomona, California, y estrenado el 23 de noviembre de 2011 en la MTV. Bruno Mars no aparece en el video, aunque su voz permanece.

## Lista de canciones
Digitales
| Descarga |                                       |          |  |
| N.º      | Título                                | Duración |  |
| 1.       | «Young, Wild & Free» (con Bruno Mars) | 3:27     |  |

## Rendimiento en listas
| Lista musical (2011)                   | Máxima posición |
| -------------------------------------- | --------------- |
| Alemania (Media Control AG)            | 15              |
| Australia (ARIA)                       | 4               |
| Austria (Ö3 Austria Top 40)            | 17              |
| Bélgica (Flandes) (Ultratop 50)        | 9               |
| Bélgica (Valonia) (Ultratop 50)        | 13              |
| Canadá (Hot 100)                       | 13              |
| Corea del Sur (GAON)                   | 20              |
| Dinamarca (Tracklisten)                | 19              |
| Estados Unidos (Billboard Hot 100)     | 7               |
| Estados Unidos (Pop Songs)             | 10              |
| Estados Unidos (Hot R&B/Hip-Hop Songs) | 56              |
| Estados Unidos (Rap Songs)             | 3               |
| Francia (SNEP)                         | 6               |
| Hungría (Rádiós Top 40)                | 17              |
| Irlanda (IRMA)                         | 33              |
| Israel (Media Forest)                  | 3               |
| Italia (FIMI)                          | 5               |
| Japón (Japan Hot 100)                  | 85              |
| Nueva Zelanda (Recorded Music NZ)      | 2               |
| Noruega (VG-lista)                     | 6               |
| Países Bajos (Dutch Top 40)            | 7               |
| Polonia (Polish Airplay Top 100)       | 3               |
| Reino Unido (UK Singles Chart)         | 44              |
| Reino Unido (UK R&B Chart)             | 12              |
| Suecia (Sverigetopplistan)             | 14              |
| Suiza (Schweizer Hitparade)            | 6               |

### Certificaciones
| País           | Organismo certificador | Certificación | Ventas  | Ref.   |
| -------------- | ---------------------- | ------------- | ------- | ------ |
| Alemania       | BVMI                   | Oro           | 150 000 | [ 26 ] |
| Australia      | ARIA                   | 4× Platino    | 280 000 | [ 27 ] |
| Bélgica        | BEA                    | Oro           | 15 000  | [ 28 ] |
| Canadá         | Music Canada           | 3× Platino    | 240 000 | [ 29 ] |
| Dinamarca      | IFPI Dinamarca         | Oro           | 15 000  | [ 30 ] |
| Estados Unidos | RIAA                   | 3× Platino    | 3 000   | [ 31 ] |
| Italia         | FIMI                   | Platino       | 30 000  | [ 32 ] |
| Nueva Zelanda  | RIANZ                  | Platino       | 15 000  | [ 33 ] |
| Suiza          | IFPI Suiza             | Oro           | 15 000  | [ 34 ] |

## Fechas de lanzamiento
| País           | Fecha                  | Discográfica      | Formato          |
| -------------- | ---------------------- | ----------------- | ---------------- |
| Estados Unidos | 11 de octubre de 2011  | Atlantic, Elektra | Descarga digital |
| Reino Unido    | 4 de diciembre de 2011 | Atlantic, Elektra | Descarga digital |